# ロバート・ジョン・フレミング
ロバート・ジョン・フレミング・ジュニア（Robert John Fleming, Jr、1907年1月13日 - 1984年7月14日）は、アメリカ合衆国の軍人、技術者である。主にアメリカ陸軍工兵団に所属し、最終階級は陸軍少将。1964年にパナマ国旗掲揚を巡る暴動が起きた際に、パナマ運河地帯総督の任にあった。
1907年にネブラスカ州フォート・ロビンソン基地で陸軍将校であった父ロバート・ジョン・フレミングと母オーガスタ・フレミングの間に生まれ、フィリップス・エクセター・アカデミーなどで学んだ後、1928年に
陸軍士官学校を卒業。さらに1931年にマサチューセッツ工科大学で理学の学位を得た。1935年に陸軍工兵学校を優秀な成績で卒業すると、モンタナ州フォート・ペックの工兵部隊に配属され、フォート・ペック・ダム(en:Fort Peck Dam)の建設に従事した。第二次世界大戦が勃発すると、1939年にハワイに派遣され、1943年にケンタッキー州の第1140戦闘工兵群の指揮官に就任。この部隊は後にヨーロッパ戦線へ派遣され、ラインラントやルール地方の占領を支援した。戦後しばらくは占領地の再建に従事。その後、アメリカ国内各地やフランスで活躍し、1962年にジョン・F・ケネディ大統領の命により、パナマ運河地帯総督へ就任した。
ケネディ政権は1963年に運河地帯内の公共施設でのパナマ国旗掲揚を認めるなど、パナマ側に大きく譲歩した政策をとり、反米ナショナリズム運動の沈静化を狙った。同年11月にケネディが暗殺されると、フレミングは緊張緩和を計り国旗掲揚の方針を変更し、公共施設でのパナマ、アメリカ両国の国旗掲揚をとりやめさせた。しかし、この変更は運河地帯で働くアメリカ人たち（ゾーニアン）を刺激することになり、彼らは運河地帯におけるアメリカ合衆国の主権放棄の象徴と見なした。翌1964年1月9日、フレミングがワシントン上層部との会談に赴く機上にあったとき、運河地帯のバルボア高校でアメリカ人学生が星条旗のみを掲揚し、これに反発するパナマ人学生は星条旗掲揚をやめさせるかパナマ国旗も掲揚させようと抗議行動を起こし、警官隊の過剰反応もあって大きな暴動に発展した。最終的に駐留アメリカ軍が出動し、パナマ人とアメリカ人兵士、あわせて25名の死者と多数の負傷者を出す大惨事となった。この暴動が起きた1月9日は、犠牲者の日（en:Martyrs' Day (Panama)）としてパナマの公休日となっている。
フレミングはこの暴動の責任を問われず、1967年に退役するまで総督の地位にあった。任期中の1962年6月に運河地帯初の新聞"Panama Canal Spillway"が創刊され、同年10月にはアメリカ橋が完成した。1984年に死去。アーリントン国立墓地に埋葬された。